# 蒙吉萨战役
蒙吉萨战役（法語：Bataille de Montgisard），又譯蒙吉萨尔战役，阿尤布王朝蘇丹萨拉丁与身患麻风病的16岁耶路撒冷国王鲍德温四世在1177年11月25日进行的战争。鲍德温四世率领的十字軍以少胜多，战胜了萨拉丁的军队。

## 背景
1177年，佛兰德伯爵即阿尔萨斯的腓力率军抵达耶路撒冷王国，前往圣地朝圣。腓力和鲍德温计划联合拜占庭帝国，以海军进袭萨拉丁统治的埃及。一支拜占庭舰队随后到达阿卡，然而患有严重麻风病的鲍德温四世无法带领军队，于是他建议由阿尔萨斯的蒂耶里统帅，但后者以不愿与邻国发生战争为由拒绝。结果这一计划未能实现，拜占庭的军队也返回国土。
1177年秋，萨拉丁在计划从埃及入侵的消息传到耶路撒冷。鲍德温四世率领375名骑士离开耶路撒冷，来到阿斯卡伦试图加强该地的防御，结果在此被萨拉丁派来的多达26000人的军队阻隔。一年前方从阿勒颇的监狱中释放的沙蒂永的雷纳德（外约旦领主，萨拉丁的仇敌）与鲍德温四世一度被困。随军的贵族还有圣殿骑士团首领，大团长奥多圣阿蒙、伊贝林的鲍德温和伊贝林的贝里昂兄弟以及伊德萨伯国君主乔治林三世等。圣殿骑士的另一支部队试图前往阿斯卡伦与鲍德温四世会合，无奈也在加沙被包围。

## 战役经过
萨拉丁认为鲍德温四世凭借如此少量军队必定不敢尾随，便在处死俘虏后开始向耶路撒冷进军。他沿途攻打拉姆拉（Ramala）、卢德（Lydda）和阿素夫（Arsuf），并允许一半部队分散在一个广阔的区域以便抢掠补给，試圖激怒耶路撒冷的守軍使他們出城迎戰。而萨拉丁親自率領另一半軍隊直逼耶路撒冷。然而，出乎萨拉丁意料的是，由于包围鲍德温四世的力量不足，国王和圣殿骑士们已经成功突围，正在试图赶在萨拉丁之前回援耶路撒冷。
国王率领的基督徒们沿海岸进军，最终在拉马拉附近的蒙吉萨与萨拉丁遭遇，令后者猝不及防。萨拉丁的军队正处于长途进军后的混乱中，尚未作好激战准备。他们在恐慌中集结御敌，而在远距离目睹穆斯林军队的压倒性数量后，基督徒们感到了巨大的恐惧。
法国画家查理·菲利普·拉利维耶尔（Charles Philippe Larivière）的油画《蒙吉萨战役》（法语：La Bataille de Montgisard）生动地描绘了鲍德温四世随后的行动：他下马指示伯利恒大主教升起基督教圣物“真十字架”，随即国王伏倒在十字架面前，恳求上帝赐与胜利。祈祷之后，他要求自己的部下们发起衝锋。军队衝向匆忙集结的穆斯林，势如破竹。据说，年轻的麻疯病国王（鲍德温四世）于基督徒衝锋的时候奔馳在最前线，旁边的“真十字架”发出太阳一般璀璨的光芒。萨拉丁的军队迅速溃败，大部分阵亡。军队辎重全部被夺走，萨拉丁的侄子也在战役中被杀，他本人仅凭迅捷的骆驼才得以逃脱。
鲍德温四世率军追击到黄昏方才返回阿斯卡伦。由于丧失了九成以上的军队（特别是馬木留克奴隸近卫军），加之大雨滂沱，萨拉丁决定撤退回国，沿途还遭到了貝都因人的骚扰，最后只剩不足十分之一的战士返回埃及。
鲍德温四世一直追击至西奈半岛，在此遭遇抵抗，未能继续前进。

## 结局
蒙吉萨战役在基督教世界引起巨大反响，鲍德温四世也获得崇高威望，人们甚至将他和耶路撒冷王国的建立者布永的戈弗雷相提并论。而这场胜利，也很快成为一段传奇。
然而耶路撒冷王国并没能巩固胜利果实，两年之后的1179年萨拉丁即整顿军队卷土重来。
因为相信这场胜利是得到了神的眷顾，鲍德温四世在战场所在地修建了一座修道院以纪念亚历山大的圣凯瑟琳，因为战争爆发的日期恰好是她的纪念日。

## 文学影视作品
蒙吉萨战役在2005年的电影天国王朝中有所涉及。
瑞典作家杨库卢（Jan Guillou）关于十字军的小说Tempelriddaren (ISBN 91-1-300733-5)亦有对蒙吉萨战役的描写。
日本作家鹽野七生寫的《十字軍物語》有描述戰爭的經過。